# Yudith Rosenbaum
Yudith Rosenbaum (São Paulo, 1959) é uma crítica literária e psicóloga brasileira. É conhecida especialmente por seus trabalhos sobre Clarice Lispector, Manuel Bandeira e Guimarães Rosa, atuando na interface da literatura com a psicanálise. É professora de literatura brasileira na Universidade de São Paulo, pela qual é mestre e doutora em letras.